# Ágios Polýkarpos (Phocide)
Pour l’article homonyme, voir Ágios Polýkarpos (Étolie-Acarnanie).
Ágios Polýkarpos (grec moderne : Άγιος Πολύκαρπος) est une localité située dans le dème de Doride, dans le district régional de Phocide, dans la périphérie de Grèce-Centrale, en Grèce.
Selon le recensement de 2021, elle compte 243 habitants.